# Jungang-dong, Cheongju
Jungang-dong (koreanska: 중앙동) är en stadsdel i stadsdistriktet Sangdang-gu i staden Cheongju i Sydkorea. Den ligger i provinsen Norra Chungcheong, i den centrala delen av landet, 110 km söder om huvudstaden Seoul.
Cheongjus stadshus ligger i Jungang-dong.